# Rosa majorugosa
Rosa majorugosa är en rosväxtart som beskrevs av A. Palmen och L. Hamet-ahti. Rosa majorugosa ingår i släktet rosor, och familjen rosväxter. Inga underarter finns listade i Catalogue of Life.